# اندیس نفت آباد
نفت آباد یک اندیس فلزی است که در حوالی شهر سر چاه استان خراسان قرار دارد و مادهٔ معدنی موجود در آن، مس است.  